# Osthimosia parvula
Osthimosia parvula är en mossdjursart som beskrevs av Jullien 1903. Osthimosia parvula ingår i släktet Osthimosia och familjen Celleporidae. Inga underarter finns listade i Catalogue of Life.